# Herz Mariä (Langelsheim)

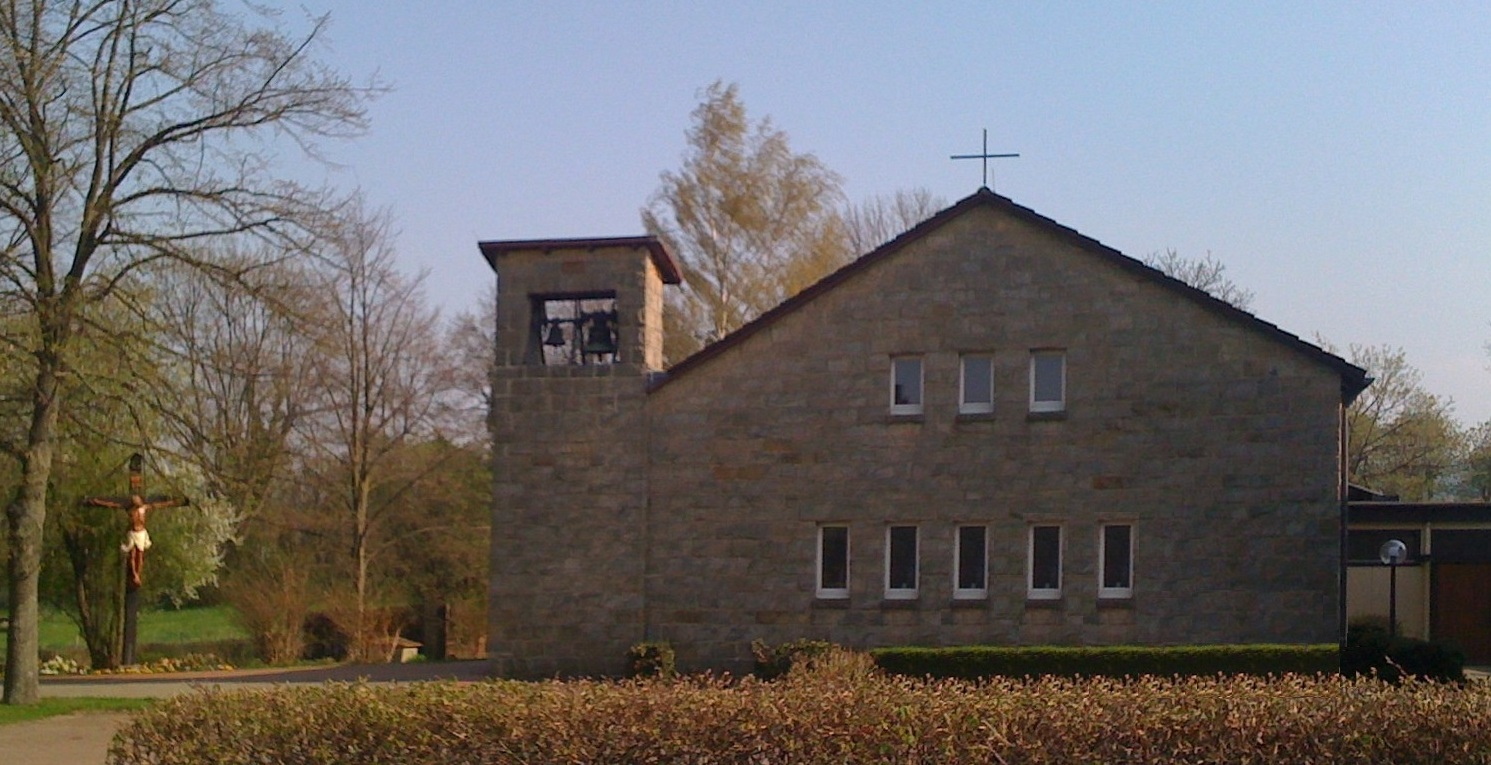
Außenansicht

Die Kirche Herz Mariä ist die katholische Kirche in Langelsheim, einer Stadt im Landkreis Goslar in Niedersachsen. Sie ist eine Filialkirche der Pfarrei St. Mariä Verkündigung mit Sitz in Liebenburg, im Dekanat Goslar-Salzgitter des Bistums Hildesheim. Das Gotteshaus ist nach dem Unbefleckten Herzen Mariä benannt und steht auf dem Grundstück Bruchkamp 9.

## Geschichte
Durch die Einführung der Reformation wurden die Bevölkerung und die Kirche von Langelsheim evangelisch-lutherisch. Nachdem infolge des deutschen Überfalls auf Polen am 3. September 1939 Frankreich Deutschland den Krieg erklärte und zwei Tage später eine Offensive gegen das Saargebiet begann, wurden Saarländer, die zu einem erheblichen Teil katholisch waren, in das Innere des Reichsgebietes evakuiert. Infolgedessen fanden um 1940 auch in Langelsheim wieder katholische Gottesdienste statt.
Nachdem sich durch die Flucht und Vertreibung Deutscher aus Mittel- und Osteuropa auch in Langelsheim katholische Flüchtlinge und Heimatvertriebene niederließen, bildete sich eine katholische Kirchengemeinde. Ihr erster Priester war von 1947 bis 1958 Pfarrer Westphal. Die Gottesdienste fanden zunächst in wechselnden profanen Räumen statt. An besonderen Festtagen konnte zeitweise auch die evangelische St.-Andreas-Kirche genutzt werden.
Nach der Währungsreform von 1948 nahmen die Katholiken 1950 den Kirchbau in Angriff. Am 1. Mai 1951, am Hochfest Fronleichnam, erfolgte die Weihe der Kirche durch Bischof Joseph Godehard Machens. Ende 1951 bekam die Kirche durch den Maler Heribert Reul ihr erstes Altarbild, welches, ebenfalls von Reul, 1957 neu gestaltet wurde. Von 1982 bis 1985 wurde die Kirche renoviert und ihr Innenraum umgestaltet.
Seit dem 1. Juli 2007 gehört die Kirche zum damals neu errichteten Dekanat Goslar-Salzgitter, zuvor gehörte sie zum Dekanat Goslar. Ebenfalls seit diesem Zeitpunkt gehört die Kirche zur Pfarrei St. Mariä Verkündigung in Liebenburg, die Kuratie Langelsheim wurde aufgelöst. Am 15. März 2009 wurde der Kirchbau- und Förderverein Herz Mariä Langelsheim e. V. gegründet, um den Unterhalt der Kirche und die Aktivitäten der Kirchengemeinde zu unterstützen.

## Architektur und Ausstattung

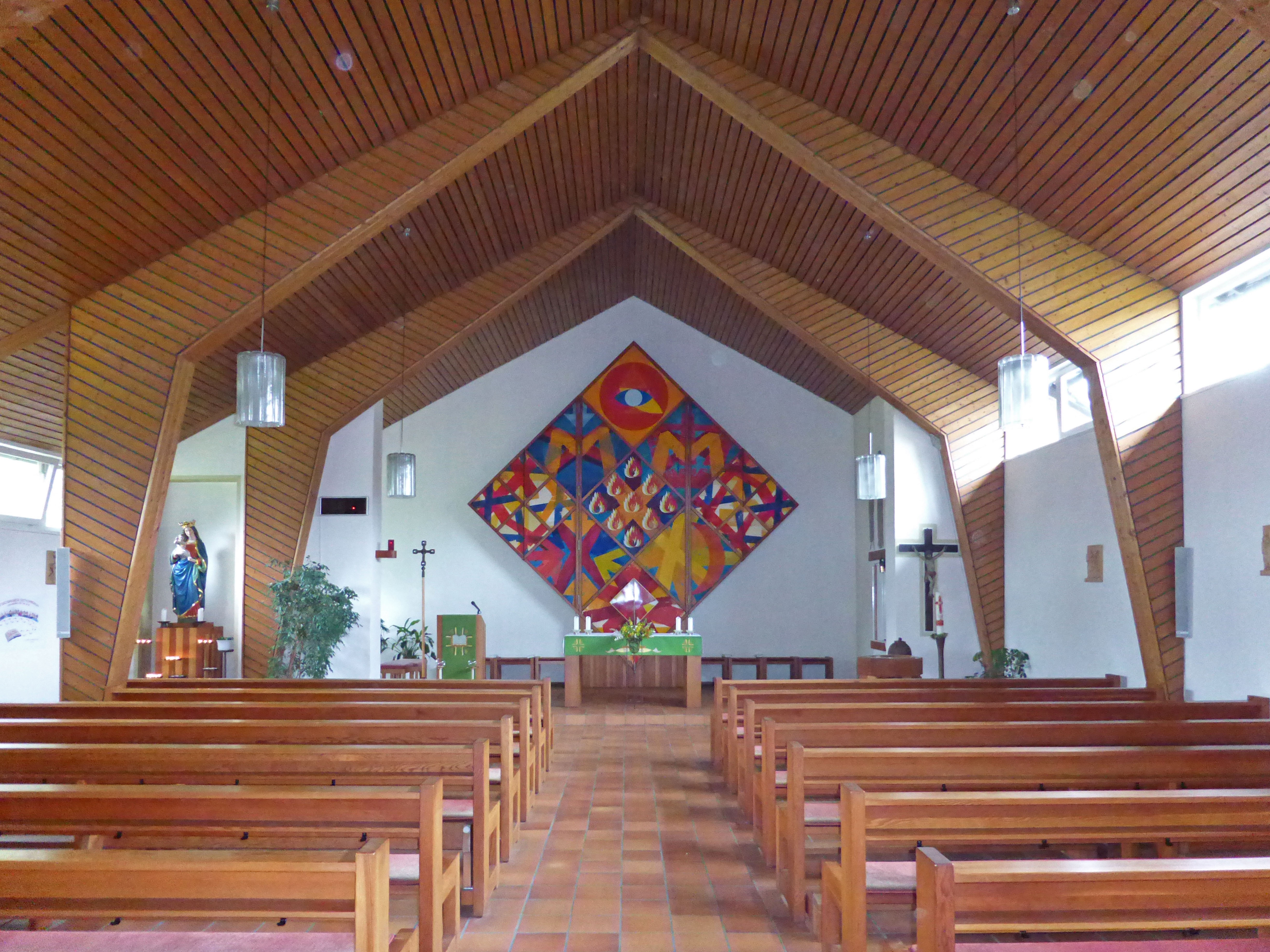
Innenansicht

Die Kirche entstand nach Plänen des Architekten Bernhard Lippsmeier aus Paderborn, ausgeführt in Stein-Holz-Leichtbauweise, und befindet sich in knapp 196 Meter Höhe über dem Meeresspiegel. In ihrem Turm hängen zwei Glocken, gegenüber dem Haupteingang steht ein Flurkreuz. Ihr Innenraum wird von einer Holzdecke abgeschlossen und bietet 166 Besuchern Sitzplätze. Auch Ambo, Altar und Taufbecken sind aus Holz gefertigt.  Das heutige Altarbild, geschaffen von Gerd Winner, befindet sich seit 1984 in der Kirche. Über der Sakristeitür sind Darstellungen der heiligen Dorothea von Montau und Hedwig von Andechs sowie der seligen Jutta von Sangerhausen sichtbar, angefertigt 1957 vom Maler Heribert Reul (1911–2008) aus Kevelaer. An den Seitenwänden hängen 14 Kreuzwegstationen. Zur Innenausstattung gehört auch eine Marienstatue, vor der Opferkerzen aufgestellt werden können. Unter der Orgelempore, auf der sich ein elektronisches Instrument befindet, hat der Beichtstuhl seinen Platz.